# May Butcher
May Butcher (Grimsby, 26 agosto 1886 – Malta, 21 dicembre 1950) è stata una scrittrice maltese che tradusse molte opere dalla sua lingua all'inglese.

## Biografia
A lei si devono ad esempio la traduzione del testo dell'inno nazionale maltese e della biografia di Mikiel Anton Vassalli (del 1940).
Una delle sue più importanti opere però è il libro Elements of Maltese del 1938, che non si limita ad illustrare i dettagli semantici della lingua maltese, ma ne sottolinea anche gli aspetti romantici.